# باشگاه فوتبال سانتا کولوما
باشگاه فوتبال سانتا کولوما (انگلیسی: FC Santa Coloma) یک باشگاه فوتبال در سانتا کولوما دآندورا، آندورا است.
این باشگاه که در سال ۱۹۸۶ تأسیس شده سابقه ۱۲ قهرمانی در لیگ برتر فوتبال آندورا و ۱۰ قهرمانی در جام حذفی فوتبال آندورا را در کارنامه دارد.